# 吉田達男
吉田 達男（よしだ たつお、1935年7月5日 - 1998年1月16日）は、日本の政治家、参議院議員（1期）。

## 来歴
鳥取県出身。1959年、中央大学法学部卒。鳥取大学農学部林政研究室勤務の後、岩美町商工会を設立、経営指導員や事務局長を経て、1967年鳥取県議会議員に5選。この間に農民運動や労働者福祉運動などで活動し、小田川流域土地改良区理事長や商工協会役員等を歴任した。1989年の第15回参議院議員通常選挙で鳥取選挙区から無所属で立候補して当選。のち、共同会派「日本社会党・護憲共同」入りした。1995年の第17回参議院議員通常選挙では落選した。1996年、岩美町長に当選。1997年に病気のため辞職。翌1998年に死去。

## 著書
- 『ふるさとに立つ』（牧野出版）1997年、ISBN 978-4895000475